# تود هاركنز
تود هاركنز (بالإنجليزية: Todd Harkins)‏ هو لاعب هوكي الجليد أمريكي، ولد في 8 أكتوبر 1968 في كليفلاند في الولايات المتحدة.

## وصلات خارجية
- تود هاركنز على موقع دوري الهوكي الوطني (الإنجليزية)
- تود هاركنز على موقع قاعة مشاهير الهوكي (لاعب أن.إتش.أل) (الإنجليزية)
- تود هاركنز على موقع EliteProspects.com (الإنجليزية)
- تود هاركنز على موقع HockeyDB.com (الإنجليزية)
- تود هاركنز على موقع Hockey-Reference.com (الإنجليزية)